# EMD GT46PAC
A EMD GT46PAC é uma locomotiva diesel-elétrica para transporte de passageiros com transmissão de corrente alternada (AC) designada pela General Motor Electro-Motive Division e construída tanto pela GM-EMD e sob licença pela Diesel Locomotive Works de Vanasi, Índia para a ferrovia Indian Railways como as suas classes WDP-4, WDP-4B e WDP-4D. A GT46PAC é a versão de passageiros do modelo antecessor EMD GT46MAC que era de transporte de carga.

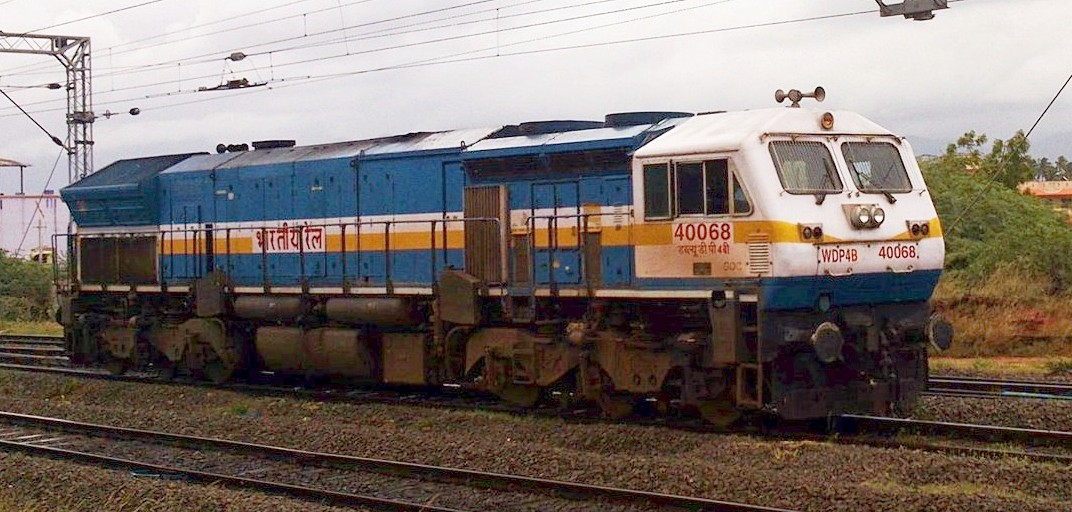
A classe WDP-4B variante da GT46PAC
WDP-4D Siliguri em KarimganjWDP-4D Siliguri em Karimganj